# Rudolf Scharrer
Rudolf „Rudi“ Scharrer (* 17. Dezember 1923 in Nürnberg; † 22. September 1977) war ein deutscher Jugend- (FDJ) und Parteifunktionär (SED). Er war unter anderem Erster Sekretär der Stadtleitung Karl-Marx-Stadt sowie Zweiter Sekretär der Bezirksleitung Karl-Marx-Stadt der SED.

## Leben

### Jugend in Nürnberg
Scharrer, Sohn eines Bauhilfsarbeiters und einer Arbeiterin, besuchte von Mai 1930 bis April 1938 die Volksschule in Nürnberg. Scharrers Vater war Mitglied der Kommunistischen Partei Deutschlands (KPD) und er selbst gehörte den Roten Jungpionieren an. Von Mai 1938 bis 1940 war Scharrer als Ausfahrer einer Nürnberger Wäscherei tätig. Von 1940 bis April 1942 arbeitete er als Automateneinsteller und -dreher in Nürnberg und besuchte die Berufs- und Fachschule für Mechaniker. 

### Kriegsdienst und Gefangenschaft in Ägypten
Im April 1942 wurde er zum Kriegsdienst in die Wehrmacht eingezogen. Im März 1945 geriet er in Ägypten als Unteroffizier in britische Kriegsgefangenschaft, in der er bis Dezember 1947 verblieb. Während seiner Gefangenschaft war er als Kraftfahrer, Arbeiter und Heizer tätig. Er gründete die demokratische Jugendarbeitsgemeinschaft im Lager 306 in Fayid und wurde deren Leiter.

### Rückkehr nach Nürnberg, Übersiedlung in die SBZ
Im Januar 1948 kehrte Scharrer nach Deutschland zurück und wurde Mitglied der KPD. Von Februar bis Juni 1948 fungierte er als Organisations- und Jugendleiter der KPD in Nürnberg. Im Juni 1948 übersiedelte er aus familiären Gründen nach Plauen und trat der Sozialistischen Einheitspartei Deutschlands (SED) bei.

### Funktionär der FDJ in Sachsen
Von Juni bis August 1948 war Scharrer Sachbearbeiter für Betriebe, von August 1948 bis Januar 1949 Sekretär für Arbeit und Soziales und von Januar bis Juni 1949 Sekretär für Kaderpolitik des FDJ-Kreisvorstandes Plauen. Von Juni bis November 1949 studierte er an der Landesparteischule „Fritz Heckert“ in Ottendorf. Von Dezember 1949 bis Februar 1950 fungierte er als  Sekretär für Arbeit und Landjugend im FDJ-Landesvorstand Sachsen. Nach einem Sanatoriumsaufenthalt 1950 leitete er von Januar bis September 1951 das Kabinett und von September 1951 bis August 1952 die Abteilung Agitation und Propaganda der FDJ-Landesleitung Sachsen. Von August 1952 bis Januar 1956 fungierte er als Sekretär für Agitation und Propaganda der Bezirksleitung Chemnitz bzw. Karl-Marx-Stadt der FDJ.

### Funktionär der SED im Bezirk Karl-Marx-Stadt
Von Februar 1956 bis Dezember 1959 war Scharrer Zweiter Sekretär der Stadtleitung Karl-Marx-Stadt der SED, anschließend von Dezember 1959 bis Mai 1964 Erster Sekretär der Kreisleitung Aue der SED. Zwischen 1954 und 1961 absolvierte er Fernstudium an der Parteihochschule „Karl Marx“, das er als Diplom-Gesellschaftswissenschaftler abschloss. Von Mai 1964 bis März 1975 fungierte Scharrer als Erster Sekretär der Stadtleitung Karl-Marx-Stadt der SED. Von September 1969 bis Juli 1970 besuchte er den Einjahreslehrgang am Zentralinstitut für sozialistische Wirtschaftsführung beim ZK in Berlin-Rahnsdorf. Von März 1975 bis zu seinem Tode im September 1977 war er Zweiter Sekretär der Bezirksleitung Karl-Marx-Stadt der SED.
Er starb nach schwerer Krankheit im Alter von 53 Jahren.